# Budawang National Park
Budawang National Park är en park i Australien. Den ligger i delstaten New South Wales, i den sydöstra delen av landet, omkring 210 kilometer sydväst om delstatshuvudstaden Sydney.
Runt Budawang National Park är det glesbefolkat, med 17 invånare per kvadratkilometer.. Närmaste större samhälle är Braidwood, omkring 19 kilometer väster om Budawang National Park. 
I omgivningarna runt Budawang National Park växer i huvudsak städsegrön lövskog. Genomsnittlig årsnederbörd är 1 370 millimeter. Den regnigaste månaden är mars, med i genomsnitt 189 mm nederbörd, och den torraste är juli, med 28 mm nederbörd.